# SNCF T 562001–569000
Die offenen Güterwagen der Gattung T mit den Nummer 562001–569000 waren ab 1946 bei der Société nationale des chemins de fer français (SNCF) im Einsatz.

## Geschichte
Aufgrund des dezimierten Güterwagenbestandes der französischen Eisenbahn nach dem Zweiten Weltkrieg bestellte die SNCF 1945 über das britische Kriegsministerium bei der Metropolitan-Cammell Carriage & Wagon Co. 7000 offene Güterwagen, so genannte 16-Tonnen-Standardwagen nach Musterblatt 1/112. Die Wagen wurden 1946 in Einzelteilen geliefert und bei der Compagnie industrielle de matériel de transport in Bordeaux zusammengebaut. Die Nummerierung war anfangs 562001 bis 569000, später 733000 bis 739999 bzw. noch später in Vorbereitung der UIC-Nummerierung 7733000 bis 7739999. Die Wagen bekamen außerdem eine weiße Markierung an den Ecken des Wagenkastens die darauf hinwies, dass diese Wagen ungebremst waren.
Sie waren typisch britischer Bauart, mit Ausnahme der vertikal zu öffnenden Türen im kontinentalen Stil, und damit wesentlich kürzer und kleiner, als die sonst in Frankreich üblichen Güterwagen. Die SNCF war aufgrund ihrer geringen Kapazität nicht sehr begeistert von den Wagen und nachdem man in der Lage war, in Frankreich selber wieder ausreichend Güterwagen nach einheimischer Bauart zu produzieren, kaufte British Railways die Wagen ab 1950 zurück. 6982 Wagen wurden überholt und an die britischen Bedürfnisse angepasst. Sie waren bei British Railways mit den Nummern B190000 bis B196999 bis Ende der 1960er Jahre im Einsatz. Die restlichen 18 Exemplare waren in einem Zustand, in dem sich eine Überholung nicht mehr lohnte.
Diese Wagen waren ein Kompromiss zwischen französischen und britischen Standards. Sie waren ein beispielloser Fall der Krisenkooperation zwischen den beiden Ländern. Damit stellt diese Serie ein einzigartiges historisches Zeugnis dar.

## Erhaltene Wagen
Der Wagen mit der Nummer B192437 war lange im National Railway Museum in York ausgestellt. 2021 wurde er der Museumsbahn Somerset & Dorset Railway Heritage Trust in Midsomer Norton überlassen, wo er heute wieder im Einsatz ist. Zwei weitere Wagen befinden sich im Mangapps Railway Museum in Essex und bei der Lincolnshire Wolds Railway in Ludborough.

## Modelle
Der britische Modellbahnhersteller Peco bietet unter der Marke Parkside Models Kunststoffbausätze dieses Wagentyps für die Nenngrößen 00 und 0 an.